# Relazioni bilaterali tra Armenia e Azerbaigian
Armenia e Azerbaigian non hanno relazioni diplomatiche, in gran parte a causa del conflitto in corso nel Nagorno-Karabakh. Le due nazioni confinanti hanno avuto rapporti governativi formali tra il 1918 e il 1921, durante la loro breve indipendenza dal crollo dell'Impero russo, come la Prima Repubblica di Armenia e la Repubblica Democratica di Azerbaigian. Tali relazioni sono esistite dal periodo successivo alla rivoluzione russa fino all'occupazione e all'annessione da parte dell'Unione Sovietica. A causa delle tre guerre intraprese dai paesi, una dal 1918 al 1921, la seconda dal 1988 al 1994 e la terza nel 2016, 2020, e 2023, i due paesi hanno avuto rapporti fortemente tesi. Sulla scia delle ostilità in corso, la memoria sociale della convivenza dell'era sovietica è ampiamente repressa (censurata e stigmatizzata).

## Storia

### Rapporti tra il 1918 e il 1921
Dopo la disintegrazione della Federazione Transcaucasica con la proclamazione dell'indipendenza della Repubblica Democratica di Georgia del 26 maggio 1918, sia l'Azerbaigian che l'Armenia proclamarono la loro indipendenza lo stesso giorno, il 28 maggio 1918. Entrambi i paesi rivendicarono il territorio che vedevano storicamente ed etnicamente appartenente a loro; queste controversie territoriali portarono alla guerra armeno-azera tra il 1918 e il 1920, una serie di conflitti che terminarono solo quando sia l'Armenia che l'Azerbaigian furono annesse all'Unione Sovietica.

### Periodo sovietico (1922-1991)
Dopo l'istituzione dell'URSS nel 1922, la RSS Azera e la RSS Armena divennero Stati costituenti, inizialmente come parte della Repubblica Socialista Federativa Sovietica Transcaucasica, e dal 1936 come entità separate. Le relazioni tra le due nazioni, inclusa quella dell'Oblast' Autonoma del Nagorno Karabakh (NKAO), erano generalmente pacifiche e amichevoli insieme a tutte le altre entità sovietiche. Si verificarono scontri occasionali, in particolare modo nel 1948 e nel 1964 quando le proteste pubbliche in Armenia portarono all'esodo di un gran numero di azeri. Le proteste tuttavia rimasero sconosciute pubblicamente a causa della rigida censura sovietica.

### Guerra del Karabakh
Nel 1988, gli armeni del Karabakh votarono per la secessione e l'adesione all'Armenia. Questo evento fu seguito dai pogrom degli armeni principalmente in tre città dell'Azerbaigian: Sumgait, Baku, Kirovabad che portò al conflitto militare che divenne noto come prima guerra del Nagorno Karabakh. La guerra provocò l'occupazione armena de facto dell'ex NKAO e di sette aree azere circostanti la regione. Entrambe le parti concordarono in seguito di osservare un cessate il fuoco, in vigore dal maggio 1994. Alla fine del 1995 accettarono la mediazione del Gruppo di Minsk dell'OSCE. Il gruppo di Minsk è attualmente copresieduto da Stati Uniti, Francia e Russia e comprende Armenia, Azerbaigian, Turchia e diverse nazioni dell'Europa occidentale.
Durante il conflitto, Stepanakert, la più grande città fu assediata dalle forze azere dalla fine del 1991 al maggio 1992, dove sono furono bombardati gli armeni, civili e armati. I bombardamenti indiscriminati, i colpi dei cecchini e gli attacchi aerei uccisero o mutilarono centinaia di civili e distrussero case, ospedali e altri edifici che non erano obiettivi militari e che in generale terrorizzarono la popolazione civile. L'Azerbaigian bloccò tutte le forniture essenziali, compresa l'acqua, l'elettricità, il cibo e le medicine, causando molti morti. Human Rights Watch ha riferito che le basi chiave utilizzate dalle forze per i bombardamenti erano le città di Khojaly e Shusha.
In mezzo a questi eventi avvenne il massacro di Khojaly di almeno 161 azeri etnici di Khojaly il 26 febbraio 1992. Secondo Human Rights Watch, la tragedia avvenne quando "una grande colonna di residenti, accompagnata da poche dozzine di combattenti in ritirata, fuggì dalla città mentre cadeva sotto le forze armene. Mentre si avvicinavano al confine con l'Azerbaigian, si imbatterono in una postazione militare armena e furono colpiti crudelmente".

### 1994-2015
Dopo la guerra, i rapporti tra Armenia e Azerbaigian sono rimasti molto tesi. Nel 2008, il presidente azero Ilham Aliyev dichiarò: "Il Nagorno Karabakh non sarà mai indipendente; la posizione è sostenuta anche da mediatori internazionali; l'Armenia deve accettare la realtà" e che "nel 1918 Erevan è stata concessa agli armeni. È stato un grave errore. Il Khanato di Erivan era territorio azero, gli armeni erano qui ospiti."
Ai cittadini dell'Armenia, alle persone di origine armena e a coloro che hanno visitato la regione contesa è vietato l'ingresso in Azerbaigian senza previa autorizzazione formale.
Nel 2008, nell'evento conflittuale che divenne noto come scontri di Mardakert del 2008, Armenia e Azerbaigian si scontrarono sul Nagorno-Karabakh. Il combattimento tra le due parti fu breve, con poche vittime su entrambi i lati.
Il giugno 2010 vide una breve esplosione del conflitto, che provocò la morte di quattro soldati armeni e un soldato azero. Lo scontro era avvenuto il giorno dopo i colloqui di pace tra i presidenti delle due nazioni che si era svolto a Mosca.
Il 31 agosto 2010, uno scontro al confine uccise tre armeni e due azeri. L'esercito armeno affermò che fino a sette azeri erano stati uccisi. Entrambe le parti si incolparono a vicenda per l'incidente. Ciò precedette un altro incidente avvenuto il 4 settembre in cui sono furono uccisi due soldati azeri e un armeno ferito.
Il 24 giugno 2011, le due parti si incontrarono a Kazan, in Russia, per negoziare la fine della questione del Nagorno-Karabakh, ma i colloqui si conclusero con un fallimento. A seguito dell'interruzione dei colloqui, il presidente azero Ilham Aliyev utilizzò la parata militare del giorno della salvezza del 26 giugno per avvertire l'Armenia che l'Azerbaigian avrebbe potuto riprendere il Nagorno-Karabakh con la forza. Il 5 ottobre 2011, gli scontri al confine intorno al Nagorno Karabakh causarono la morte di un soldato armeno e di due azeri. Lo stesso giorno anche due armeni furono feriti dal fuoco dei cecchini. Un altro incidente violento avvenne il 5 giugno 2012 quando, secondo la parte azera, le truppe armene avevano attraversato il confine e uccidendo cinque soldati azeri prima di ritirarsi. L'Armenia negò e accusò l'Azerbaigian di aver attraversato per primo il confine.
Dal 27 luglio all'8 agosto 2014 ricominciarono gli scontri tra le forze armene e azere. Le vittime riportate degli scontri furono allora tra le più alte dall'accordo di cessate il fuoco del 1994 che pose fine alla prima guerra del Nagorno-Karabakh.

### Scontri del 2016

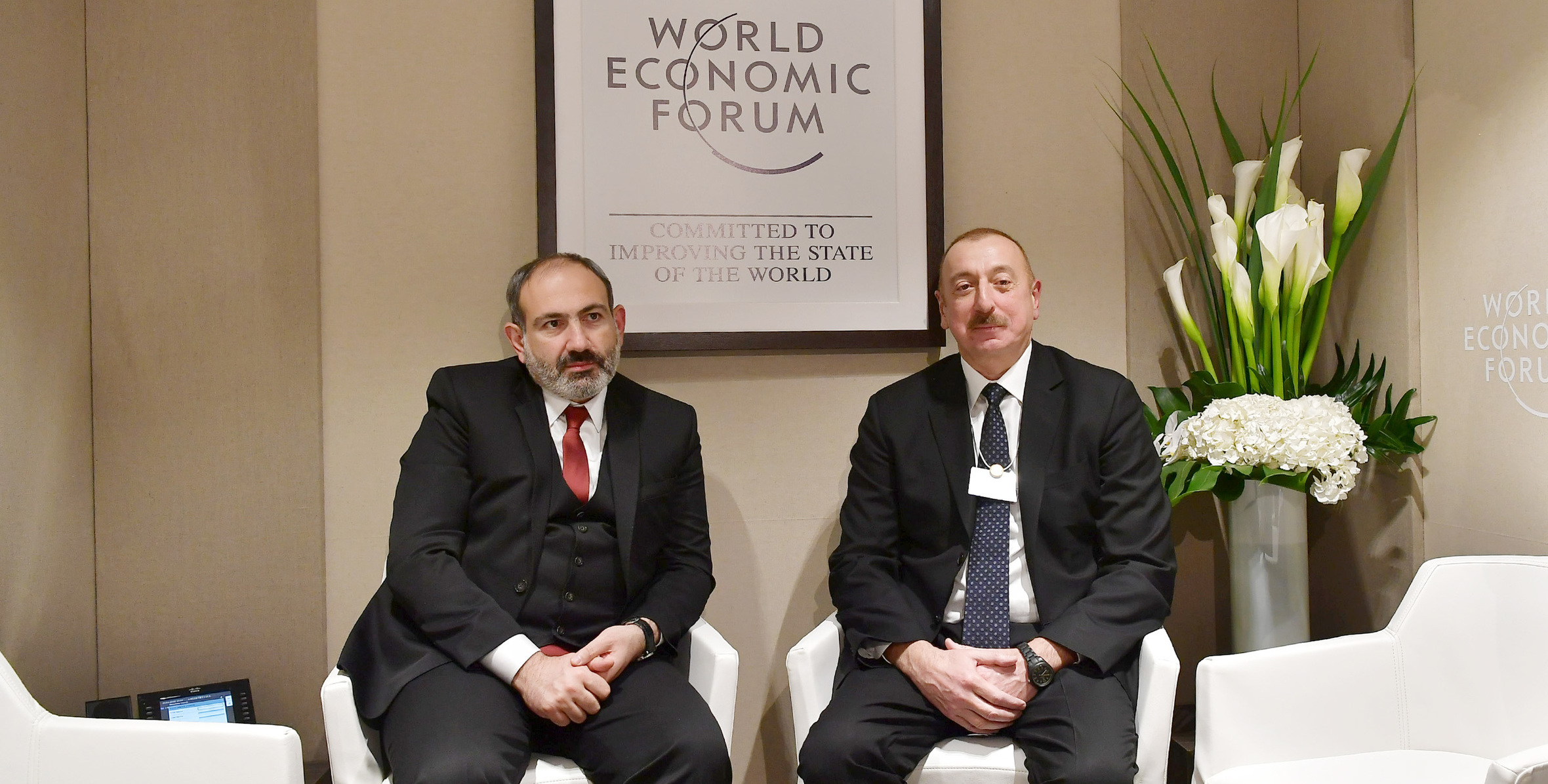
Il primo ministro armeno Nikol Pashinyan incontra il presidente azero Ilham Aliyev a Davos, Svizzera, gennaio 2019

Dopo gli scontri del 2016, in cui furono uccisi circa 350 militari e civili di entrambe le parti, l'Azerbaigian dichiarò un cessate il fuoco unilaterale (gli scontri erano iniziati quando le forze azere avevano lanciato attacchi per riprendere il controllo del territorio occupato dagli armeni).

### Guerra del 2020
Entrambe le parti si scontrarono con armi al confine tra Armenia e Azerbaigian a Tavush e Tovuz dal 12 al 18 luglio 2020.
Il 27 settembre 2020 i pesanti combattimenti ripresero lungo la linea di contatto tra le truppe armene e azere con base locale. Armenia, Nagorno-Karabakh (o il territorio de facto dell'Artsakh) e Azerbaigian dichiararono la legge marziale e mobilitarono i coscritti e i soldati professionisti nuovi ed esistenti.
Il 9 ottobre 2020, l'Alto Commissario delle Nazioni Unite per i diritti umani, Michelle Bachelet, fece appello per un cessate il fuoco urgente, citando le sofferenze dei civili nella zona di conflitto del Nagorno-Karabakh, esprimendo inoltre la preoccupazione per le aree sovrappopolate che stavano diventando obiettivi per gli attacchi con armi pesanti.
Il 17 ottobre un nuovo accordo di cessate il fuoco venne annunciato dai ministri degli Esteri armeno e azero a seguito di telefonate tra il ministro degli Esteri russo Sergey Lavrov e le sue controparti. Lavrov esortò fortemente i paesi a rispettare l'accordo di Mosca. Tuttavia, entrambe le parti si accusarono a vicenda di violare la tregua continuando ulteriormente il conflitto. L'Alto Commissario delle Nazioni Unite per i diritti umani, Michelle Bachelet, espresse preoccupazione per i possibili crimini di guerra. Il 30 ottobre 2020, Armenia e Azerbaigian raggiunsero un accordo che li ha astenuti dal prendere deliberatamente di mira la popolazione civile, nonostante le segnalazioni di attacchi di artiglieria nelle aree popolate.

#### Cessate il fuoco

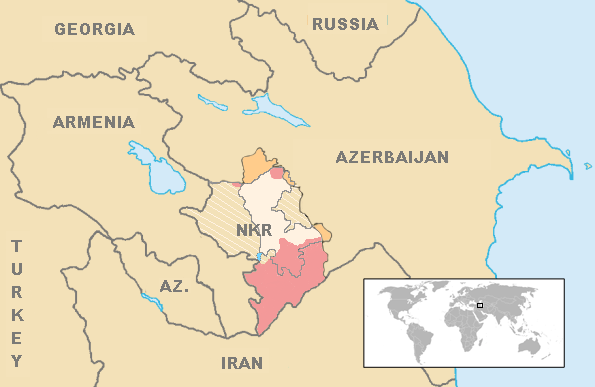
Situazione al momento della firma dell'accordo con le conquiste territoriali dell'Azerbaigian durante la guerra.

Un accordo di cessate il fuoco mediato dalla Russia e concordato da Armenia, Azerbaigian e Repubblica dell'Artsakh (non firmatario) del 9 novembre 2020, ed efficace dalla mezzanotte del 10 novembre 2020, ora di Mosca, pose fine a tutte le ostilità nella regione del Nagorno-Karabakh. L'Azerbaigian rivendicò la vittoria ottenendo il controllo di 5 città, 4 cittadine, 240 villaggi e l'intero confine Azerbaigian-Iran. Alcune parti del Nagorno-Karabakh, insieme a tutti i territori occupati dagli armeni intorno al Nagorno-Karabakh, sono stati ceduti all'Azerbaigian entro il 1º dicembre 2020. All'Azerbaigian è stato anche concesso l'accesso diretto via terra alla sua exclave del Nakhchivan attraverso un corridoio attraverso l'Armenia.
Secondo quanto previsto sono quasi 2.000 i soldati russi, guidati da Rustam Muradov, come forze di mantenimento della pace per proteggere il corridoio terrestre tra l'Armenia e la regione del Nagorno-Karabakh per un mandato di almeno cinque anni. Il compito delle forze russe è anche quello di garantire la sicurezza delle strade che collegano l'Azerbaigian e il Nakhchivan.

### Guerra del 2023
Nel settembre 2023, l'Azerbaigian ha lanciato un'offensiva militare su larga scala nella regione contesa del Nagorno-Karabakh, che si è conclusa con la resa dello stato secessionista di Artsakh e lo scioglimento delle sue forze armate. L'offensiva e la successiva resa hanno portato a una fuga di armeni del Nagorno-Karabakh, in cui quasi l'intera popolazione del Nagorno-Karabakh ha abbandonato la regione per i paesi vicini, principalmente l'Armenia.